# Östra Ingsjön
Östra Ingsjön är en sjö i Härryda kommun och Marks kommun i Västergötland och ingår i Kungsbackaåns huvudavrinningsområde. Sjön är 50 meter djup, har en yta på 1,76 kvadratkilometer och befinner sig 57,2 meter över havet. Sjön avvattnas av vattendraget Kungsbackaån (Lindomeån).
Östra Ingsjön ingår i sjösystemet "Ingsjöarna", där den andra större sjön heter "Västra Ingsjön", och har ett kort utlopp till sjön Kalven.

## Historia
Sjön har tidigare haft flera namn, 1975 byttes namnet till det nuvarande, Östra Ingsjön. Från slutet av 1600-talet fram till 1975 hette sjön Övre Ingsjön eller i folkmun Ensjön.[källa behövs]

## Orter vid sjön
- Hägnen, Marks kommun, Ligger på sjöns östra sida.
- Gäddhult Ligger på sjöns västra sidan.

## Geografi
Raglabergskulle är en halvö som sticker ut i Östra Ingsjön vid Gäddhult.

## Badplatser
Badplatsen vid Hägnen.

## Fiskarter
- Gädda
- Abborre
- Ål
- Sik
- Öring
- Röding (inplanterad)

## Delavrinningsområde
Östra Ingsjön ingår i delavrinningsområde (639253-129395) som SMHI kallar för Utloppet av Östra Ingsjön. Medelhöjden är 109 meter över havet och ytan är 21,08 kvadratkilometer. Räknas de 2 avrinningsområdena uppströms in blir den ackumulerade arean 44,65 kvadratkilometer. Avrinningsområdets utflöde Kungsbackaån (Lindomeån) mynnar i havet. Avrinningsområdet består mestadels av skog (80 %). Avrinningsområdet har 2,29 kvadratkilometer vattenytor vilket ger det en sjöprocent på 10,8 %. Bebyggelsen i området täcker en yta av 0,21 kvadratkilometer eller 1 % av avrinningsområdet.